# Vénissieux
Vénissieux és un municipi francès, situat a la metròpoli de Lió i a la regió de Alvèrnia - Roine-Alps. L'any 2011 tenia 60.159 habitants.
El 2009, «Pied de Biche», un col·lectiu francès d'arquitectes, informàtics, videastes i urbanistes hi va organitzar el primer campionat francès de futbol a tres bandes al marc de la Biennal d'Art Contemporani de Lió.